# Cryphia tabora
Cryphia tabora är en fjärilsart som beskrevs av Otto Staudinger 1891. Cryphia tabora ingår i släktet Cryphia och familjen nattflyn. Inga underarter finns listade i Catalogue of Life.